# Teurgia
Teurgia (do grego θεουργία theourgía "obra de Deus") é um antigo nome para ritos e práticas religiosas que deveriam possibilitar o contato com os seres divinos e obter ajuda deles. O praticante é chamado de "teurgo" ou "teurgista". De acordo com a visão comum dos antigos teurgos, nenhuma tentativa era feita para forçar os deuses a reagir com magia, mas sim uma cooperação entre Deus e homem, na qual o teurgo se abriria para a influência divina.
O conceito de teurgia teve origem no Império Romano. A primeira ocorrência do termo é encontrada no século II, nos Oráculos Caldeus, ou também em Nicômaco de Gerasa (c. 160 EC), em que este último teria fornecido menção de teurgos realizando sons estranhos, sibilantes e estalando a língua. Júlio Pólux, entre os anos 166 e 176, emprega-o em seu Onomasticon dentre as terminologias para especialistas ritualísticos e cúlticos. Mas tornou-se principalmente conhecida ao final da Antiguidade entre os neoplatônicos Porfírio, Jâmblico e Proclo (este último tendo aprendido de Asclepigênia), na discussão em que defendiam ideia de cooperação ritual com os deuses, embora essa ideia tenha encontrado rejeição geral entre outros filósofos neoplatônicos.
O teólogo da antiguidade tardia Pseudo-Dionísio Areopagita, fortemente influenciado pelo neoplatonismo de Proclo, adotou o termo “teurgia” na teologia cristã, o que influenciou o cristianismo esotérico.
O termo foi aproveitado para se referir também à invocação de anjos na chamada "teurgia cristã", como a partir da Ars Notoria no século XII na Itália, o que se refletiu ainda na demonologia do grimório A Chave Menor de Salomão (século XVII); isso influenciou depois as práticas teúrgicas de Martinez de Pasqually, dos Élus Coëns, e posteriormente na Ordem Martinista. A palavra foi interpretada ainda mais modernamente como uma prática primeva da magia cerimonial (ou ritual) por expoentes esotéricos de magia que incorporaram o termo, como Helena Blavatsky na Teosofia, a Ordem Hermética da Aurora Dourada, e Aleister Crowley na Thelema.

## Definição de termos
Os termos "teurgia" e "teurgo" foram usados no segundo século e eram comuns a partir do final do terceiro século. A palavra theourgia era composta pelos componentes theo- (de theós “Deus”) e -ourgía (de érgon “trabalho”). O que se entende por "obra de Deus" – em contraste com a teologia como uma teoria filosófica – é o lado prático e ritual da relação entre os filósofos teurgicamente orientados e os deuses que eles adoram. A interpretação defendida em pesquisas mais antigas de que ela seria etimológica e factualmente uma questão de compulsão exercida pelo homem sobre os deuses é esmagadoramente rejeitada hoje; apenas evidências isoladas mostram que alguns teurgistas pensavam assim. A "obra" é tanto a ação do teurgo quanto o ato de Deus respondendo a ela.
No final da Antiguidade, teurgia era entendida principalmente como a execução das instruções relevantes dos Oráculos Caldeus, um poesia doutrinária religioso na língua grega que dá instruções para a prática teúrgica. A doutrina teológica e cosmológica aí apresentada, a base teórica da prática teúrgica, também fez parte dela. Os Oráculos Caldeus, que geralmente eram chamados de "os Ditos", eram muito respeitados pelos neoplatônicos. Acreditava-se que eles continham o conhecimento da revelação divina. Além disso, elementos do culto público tradicional e ideias de origem egípcia foram integrados ao conceito de teurgia.
Nos estudos religiosos modernos, as práticas fora do contexto antigo que fazem lembrar a antiga teurgia são às vezes chamadas de teurgia.

## Fundamentação
Todos os neoplatônicos concordaram que a tarefa do filósofo era se emancipar do mundo material e se voltar para o mundo inteligível (puramente espiritual) das Ideias platônicas. Para atingir esse objetivo, o filósofo teria que se libertar de orientações obstrutivas. Ele deveria purificar-se dos desejos inferiores e direcionar consistentemente toda a sua vida para a meta espiritual. Um modo de vida filosófico no sentido da tradição platônica servia a esse propósito. O objetivo era a redenção da alma de sua existência terrena e sua ascensão ao mundo espiritual, que é seu verdadeiro lar.
No entanto, os neoplatônicos tinham opiniões diferentes sobre o caminho que deveria levar a esse objetivo. Duas direções principais podem ser distinguidas: uma puramente filosófica, que renunciava aos rituais teúrgicos, e uma orientada para o culto, que procedia da indispensabilidade das práticas teúrgicas. O representante mais proeminente da direção puramente filosófica foi Plotino, o fundador do neoplatonismo. Jâmblico criou a base teórica da direção teúrgica.
O ponto de vista da vertente puramente filosófica era que a salvação da alma de sua miséria no mundo material é uma autossalvação. A alma seria capaz de fazer isso por si mesma, graças à sua natureza divina inalienável. Está em seu poder livrar-se de sua ignorância temporária e de suas consequências. Apesar de sua descida ao mundo físico, ela nunca perdeu completamente o contato com seu lar espiritual. Plotino chegou a dizer que a alma nunca desce completamente. Sua parte superior sempre permanece no mundo espiritual, mesmo durante sua conexão com o corpo e, portanto, ela tem uma participação constante em toda a sua plenitude, mesmo que sua parte encarnada sofra um desastre. Portanto, de acordo com este ensino, não há necessidade de buscar ajuda no mundo exterior. Em vez disso, é suficiente praticar um modo de vida filosófico e sempre focar contemplativamente no superior. Os rituais são realizados com objetos materiais, portanto, eles não podem trazer a liberação espiritual. O caminho para a liberdade passa pelo autoconhecimento da alma.
Os seguidores da teurgia, cuja posição Jâmblico estabeleceu, se voltaram contra essa visão. Jâmblico considerava impossível a salvação da alma apenas por meio da virtude e do discernimento. Ele procedeu de uma diferença fundamental na essência entre deuses e almas humanas. Portanto, a alma não pode se redimir. Jâmblico rejeitou o ensino de Plotino de que a parte superior da alma permanece em constante comunhão com o reino divino. Ele argumentou que essa afirmação não poderia ser verdade, caso contrário, todas as pessoas seriam incessantemente felizes. Os filósofos que seguiram a direção teúrgica eram relativamente pessimistas sobre as faculdades da alma. Eles acreditavam que a alma estava totalmente presa no mundo material e não poderia se libertar sem ajuda externa. Portanto, o homem depende do apoio de poderes superiores. Isso poderia ser obtido associando-se teurgicamente aos deuses. Os rituais são de fato ações materiais, mas também no reino material existe um poder divino salutar. O efeito dos rituais na alma é terapêutico e a teurgia é a maneira que os deuses mostraram às pessoas para curar e salvar. Para Jâmblico, no nível mais alto da teurgia, a adoração aos deuses se torna possível sem ritos materiais e ofertas. O culto material é, portanto, apenas um estágio preliminar para o imaterial.

## Ensino e prática
Os princípios e métodos da teurgia apresentados nos Oráculos Caldeus pressupõem uma ontologia e cosmologia platônica. Nesta cosmovisão, a matéria tem a classificação mais baixa, forma a área mais imperfeita do mundo. No topo está o Deus supremo transcendente, que nos textos teúrgicos é frequentemente chamado de Pai e metaforicamente designado como fogo. Ele é a fonte de emanações que são descritas como ígneas ou semelhantes a luz e são úteis para esforços teúrgicos. A emanação mais significativa do ponto de vista teúrgico é a Alma do Mundo, que emerge do Nous (Intelecto) do Pai. É o princípio revigorante do cosmos. A deusa Hécate desempenha um papel central no culto teúrgico. Ele faz a mediação entre o reino dos deuses e o mundo dos homens, dando aos mortais benefícios divinos e permitindo que as almas ascendam ao reino celestial. Considerou-se que a humanidade devia seu conhecimento de muitos rituais teúrgicos a ela. Como salvadora, Hécate ajuda o teurgo a atingir seu objetivo.
Além de limpeza e iniciações, a prática teúrgica incluía rituais que deveriam permitir ao teurgo encontrar uma divindade. Os deuses podiam aparecer em uma forma corpórea para o teurgo que os dirigia. Na preparação, o teurgo geralmente deixa a luz divina fluir para dentro dele. Externamente, isso acontecia, por exemplo, por meio da inalação ritual da luz do sol, porque a luz do sol era considerada uma manifestação da luz divina no nível do que era sensualmente perceptível. As invocações dos deuses com seus nomes verdadeiros e secretos eram importantes. Graças ao seu conhecimento dos nomes verdadeiros, o teurgo teria acesso aos portadores dos nomes, pois se acreditava que a essência da pessoa nomeada estava contida no nome. Portanto, os nomes dos deuses “bárbaros” (não gregos) não podiam ser traduzidos. A luz divina também era invocada. Os teurgos também usavam símbolos (symbola) que consideravam divinos e adequados para a mediação entre deuses e humanos. Os símbolos deveriam permitir o contato com as instâncias cujos representantes no plano material eles eram. Além disso, as mensagens de transe recebidas como parte da prática teúrgica eram consideradas comunicações dos deuses; isso constituía um dos três ramos da teurgia segundo Sarah Iles Johnston, chamado ecstatica, além dos outros dois da telestike e da invocação por ações e palavras rituais – todos eles visando o preparo à systasis (conjunção) com Deus. Consideravam-se também as comunicações com espíritos guardiães pessoais, doutrina citada por Plotino (no tratado "Sobre nosso espírito tutelar", Enéadas 3.4), Jâmblico, Porfírio e Proclo, em lembrança ao daemon de Sócrates, e ainda nos papiros mágicos gregos, e, na teoria da teurgia, eles eram empregados também como auxiliadores da systasis.
Do ponto de vista dos teurgos, os atos teúrgicos não eram processos mecânicos que pudessem ser desencadeados independentemente da dignidade e da intenção do executor e que tivessem um efeito ex opere operato como se de acordo com uma lei da natureza. Em vez disso, era em cada caso uma demonstração divina de graça que só poderia ser concedida a uma pessoa digna. No entanto, há evidências para a opinião de que Deus não pode se retirar arbitrariamente do desejo do teurgo, mas inevitavelmente age se as condições necessárias forem satisfeitas.
Por meio de sua atividade cultual, que ele combinava com um estilo de vida filosófico, o teurgo alcançava a purificação das paixões más que a matéria causa no homem, e a libertação da compulsão do destino (heimarménē), à qual a vida humana está sujeita. Devido à graça da Divindade, ele se qualificaria para ascensão ao reino celestial após seu corpo morrer. Mas poderia passar sem isso e decidir continuar a permanecer na área terrena a fim de aí trabalhar para a obra da redenção.

## História

### Segundo e terceiro séculos
Duas figuras lendárias do segundo foram consideradas os transmissores originais dos procedimentos teúrgicos revelados pelos deuses. Juliano, o Caldeu, e seu filho Juliano, o Teurgo, que viveu sob o imperador Marco Aurélio († 180) e diz-se que teria trabalhado como um milagreiro (taumaturgo). O registro dos Oráculos Caldeus é dito ser devido a eles ou a um deles. O livro dos oráculos, que hoje existe apenas em fragmentos, pode realmente ter sido escrito na segunda metade do século II. Juliano, o Teurgo e seu pai são possivelmente personagens fictícios, porque na época anterior ao final do século III não há referências à sua existência nas fontes. Se a atribuição tradicional estiver errada, os oráculos podem ser datados ao século III.
Quando o neoplatonismo surgiu e se espalhou em Roma a partir de 244, o modo de pensar teúrgico inicialmente encontrou rejeição no meio neoplatônico. Plotino († 270), o fundador da nova tendência, ensinou a autorredenção e, por razões fundamentais, absteve-se de todas as tentativas de obter ajuda divina através de meios cúlticos. Ele não participava de sacrifícios rituais ou festivais de culto. Ele justificou isso com as palavras: “Aqueles (os deuses) devem vir a mim, não eu a eles." Alunos mais conhecidos de Plotino, Porfírio e Amélio Gentiliano, por outro lado, assumiram uma postura mais positiva sobre a conexão do culto com os deuses. Amélio foi um ávido ofertante e visitante de serviços e festivais, Porfírio lidou com os Oráculos Caldeus e escreveu pelo menos uma obra sobre o assunto que não sobreviveu. Porfírio compartilhava da visão de Plotino de que os rituais cúlticos não são um meio de salvação e que um filósofo não depende de tais meios, porque tudo o que importa é a virtude e o autoconhecimento da alma. Mas ele admitia que a teurgia teria um efeito curativo em pessoas não filosóficas.

### Antiguidade tardia
O aluno de Porfírio e adversário filosófico Jâmblico († por volta de 320/325) elevou a teurgia a um componente central de seu ensino e prática religiosa. Não é, como acreditava Porfírio, destinado às pessoas não filosóficas, mas estaria ainda acima da filosofia e é reservada apenas para algumas pessoas particularmente qualificadas. A virtude é essencial para o teurgo, uma vez que os deuses só mantêm comunhão com pessoas boas. O treinamento filosófico é necessário como um estágio preliminar, mas somente a teurgia leva à salvação. Jâmblico separou nitidamente a teurgia da magia. Ele rejeitou a magia ou feitiçaria (goēteía) porque ela erra do divino e cria ilusões. Além disso, os goetas seriam pessoas más e sem Deus. Entre os seres sobre-humanos com os quais o teurgo poderia interagir, Jâmblico contava não apenas os deuses, que dão à alma do chamador o Eros divino e Poder (dýnamis), mas também anjos, daemones benignos e "governantes do cosmos".
A concepção de Jâmblico prevaleceu amplamente no período que se seguiu, constituindo o ponto de partida para um maior desenvolvimento entre os filósofos de orientação religiosa. Vários neoplatônicos do final da Antiguidade professavam a teurgia. Entre os conhecidos teurgos neoplatônicos do século IV incluem-se Crisâncio, Sosípatra e Máximo de Éfeso.
Com sua avaliação do papel do teurgo, Máximo assumiu uma posição diferente da maioria dos neoplatonistas. Para ele, o rito teúrgico não era apenas uma preparação do homem para a influência divina, mas também um instrumento com o qual o teurgo pode inevitavelmente induzir os deuses a recorrerem a ele em favor, mesmo que originalmente eles não o quisessem. Com seu comportamento extremamente autoconfiante, que foi rotulado como arrogância, Máximo despertou ofensa nos círculos filosóficos. Eusébio de Mindo, que era um de seus colegas estudantes e ensinava filosofia neoplatônica em Pérgamo, enfrentou com oposição decisiva o conceito teúrgico de Máximo. Como Plotino, Eusébio estava convencido de que a libertação da alma não poderia ser alcançada por meio de atos externos dentro da estrutura da prática do culto, mas apenas por meio de uma purificação puramente espiritual através da razão. Ele pensava que os efeitos da teurgia não seriam de origem divina, mas eram alucinações produzidas por forças materiais. É um caminho errado que levaria à loucura. Em vez disso, deve-se confiar na capacidade da alma de se redimir por meio do conhecimento filosófico. Eusébio alertou o futuro imperador Juliano, que estudou com ele, sobre Máximo. Ao fazer isso, entretanto, ele conseguiu o oposto: Juliano, que era fascinado pela teurgia, interrompeu seu treinamento em Pérgamo e foi a Éfeso ver Máximo, cuja direção ele seguiu.  Uma estreita amizade se desenvolveu entre o teurgo e o futuro imperador.
Juliano, que governou de 360 a 363, confessava aos deuses tradicionais e tentou repelir o cristianismo, apoiando-se em ideias neoplatônicas e teúrgicas. Em sua religiosidade pessoal, a teurgia da variante que Máximo lhe transmitira desempenhava um papel importante. Juliano acreditava que os patriarcas judeus Abraão, Isaac e Jacó e o rei Salomão foram teurgos.

Após a morte de Juliano, o cristianismo finalmente prevaleceu. Os cristãos viam a teurgia pagã como uma adoração a ídolos. O Pai da Igreja Agostinho, acreditava que demônios nela operavam. Em sua A Cidade de Deus, afirma:
“Eles [os milagres cristãos] foram alcançados por fé simples e confiança devota, não por feitiços e amuletos compostos de acordo com as regras da superstição criminosa, a arte que é chamada de magia, ou goécia - um nome detestável - ou pelo título mais honrável de 'teurgia'. Pois as pessoas tentam fazer algum tipo de distinção entre os praticantes de artes ilícitas, que devem ser condenados, classificando-os como 'goécios' (o nome popular para esse tipo de coisa é 'magia negra') e outros a quem estão preparados considerá-los louváveis, atribuindo-lhes a prática da 'teurgia'. Na verdade, ambos os tipos estão engajados em rituais falaciosos de demônios, erroneamente chamados de anjos."
Portanto, no decorrer da cristianização do Império Romano, a teurgia foi cada vez mais marginalizada e eventualmente erradicada.
Um nicho pagão há muito tolerado pelos imperadores cristãos foi a escola neoplatônica de filosofia em Atenas, que não se encerrou até o início do século VI. A teurgia foi tida em alta conta até o fim. O famoso pensador Proclo († 485), que dirigiu esta escola como escolarca (diretor da escola) por quase meio século, combinou um intenso trabalho filosófico com devotada prática teúrgica. Ele deu grande importância à limpeza ritual. Considerava a teurgia (com o que ele queria dizer seu nível mais alto) “mais poderosa do que toda a sabedoria e ciência humanas”. Segundo Marino, em sua Vita Procli, Proclo fora iniciado por Asclepigênia nas práticas teúrgicas e leituras de Jâmblico, Porfírio e dos Oráculos, e houve um processo de preparo gradual:
"O filósofo foi purificado pela purificação caldeia; então ele manteve uma conversa, como ele mesmo menciona em uma de suas obras, com as aparições luminosas de Hécate, que ele viu com seus próprios olhos; então ele causou chuvas movendo corretamente a iunx, com isso, ele salvou a Ática de uma seca severa. Ele propôs meios para prevenir terremotos; testou o poder divinatório do trípode; e até mesmo proferiu versos sobre seu próprio destino."
O último estudioso da Escola Neoplatônica de Atenas, Damáscio († após 538), ainda valorizava a teurgia. No entanto, ele era de opinião que não se devia praticar filosofia e teurgia ao mesmo tempo e, como filósofo, assumir uma competência teúrgica. Os proponentes da teurgia tendo superioridade e precedência sobre a filosofia incluíam o contemporâneo mais jovem de Damáscio Olimpiodoro, o Jovem († após 565), um proeminente professor da Escola de Filosofia de Alexandria.
O teólogo da antiguidade tardia Pseudo-Dionísio Areopagita, cujas obras neoplatônicas foram muito apreciadas na Idade Média, introduziu o termo “teurgia” na teologia cristã. Ele se referiu à obra do Espírito Santo e de Jesus Cristo e, em particular, à eficácia dos sacramentos induzida por Deus.

## Recepção

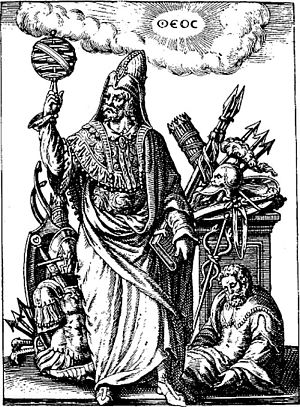
Gravura renascentista de Hermes Trimegisto. O Corpus Hermético também influenciou a teoria dos neoplatônicos teúrgicos.

No Império Bizantino medieval ao século XI, o estudioso Miguel Pselo pesquisou intensamente as fontes a ele disponíveis sobre a teurgia pagã antiga. No Ocidente, os estudiosos de língua latina da Idade Média não conheciam as principais fontes da teurgia pagã, elas só foram descobertas pelos humanistas da Renascença.
No início do período moderno – o mais tardar no século XVII – prevaleceu a opinião de que a teurgia era uma forma de "magia branca". No artigo relevante da Encyclopédie (1765), enfatizou-se que os teurgos deviam atender a elevados padrões morais e que havia uma grande diferença entre teurgia e magia (negra).

### Livro de referências
- Richard Sorabji: The Philosophy of the Commentators, 200−600 AD. A Sourcebook. Band 1: Psychology (with Ethics and Religion). Duckworth, Londres 2004, ISBN 0-7156-3245-0, p. 381–390 (Textos-fonte sobre teurgia na tradução para o inglês).

### Estudos
- Sarah Iles Johnston: Hekate Soteira. A Study of Hekate’s Roles in the Chaldean Oracles and Related Literature. Scholars Press, Atlanta 1990, ISBN 1-55540-427-8.
- Sarah Iles Johnston: Rising to the Occasion: Theurgic Ascent in its Cultural Milieu. In: Peter Schäfer, Hans G. Kippenberg (Hrsg.): Envisioning Magic. Brill, Leiden 1997, ISBN 90-04-10777-0, S. 165–194.
- Hans Lewy: Chaldaean Oracles and Theurgy. Mysticism, Magic and Platonism in the Later Roman Empire. 3. Auflage, Institut d’Études Augustiniennes, Paris 2011, ISBN 978-2-85121-243-6 (investigação minuciosa, publicada após a morte do autor falecido em 1945; parcialmente revisado; com o suplemento Les Oracles chaldaïques 1891–2011)
- Georg Luck: Theurgy and Forms of Worship in Neoplatonism. In: Georg Luck: Ancient Pathways and Hidden Pursuits. Religion, Morals, and Magic in the Ancient World. University of Michigan Press, Ann Arbor 2000, ISBN 0-472-10790-9, S. 110–152.
- Thomas Stäcker: Die Stellung der Theurgie in der Lehre Jamblichs. Peter Lang, Frankfurt am Main 1995, ISBN 3-631-48926-9.
- Carine Van Liefferinge: La Théurgie. Des Oracles Chaldaïques à Proclus. Centre International d’Étude de la Religion Grecque Antique, Liège 1999 (Open Access E-Book).